# باي تو

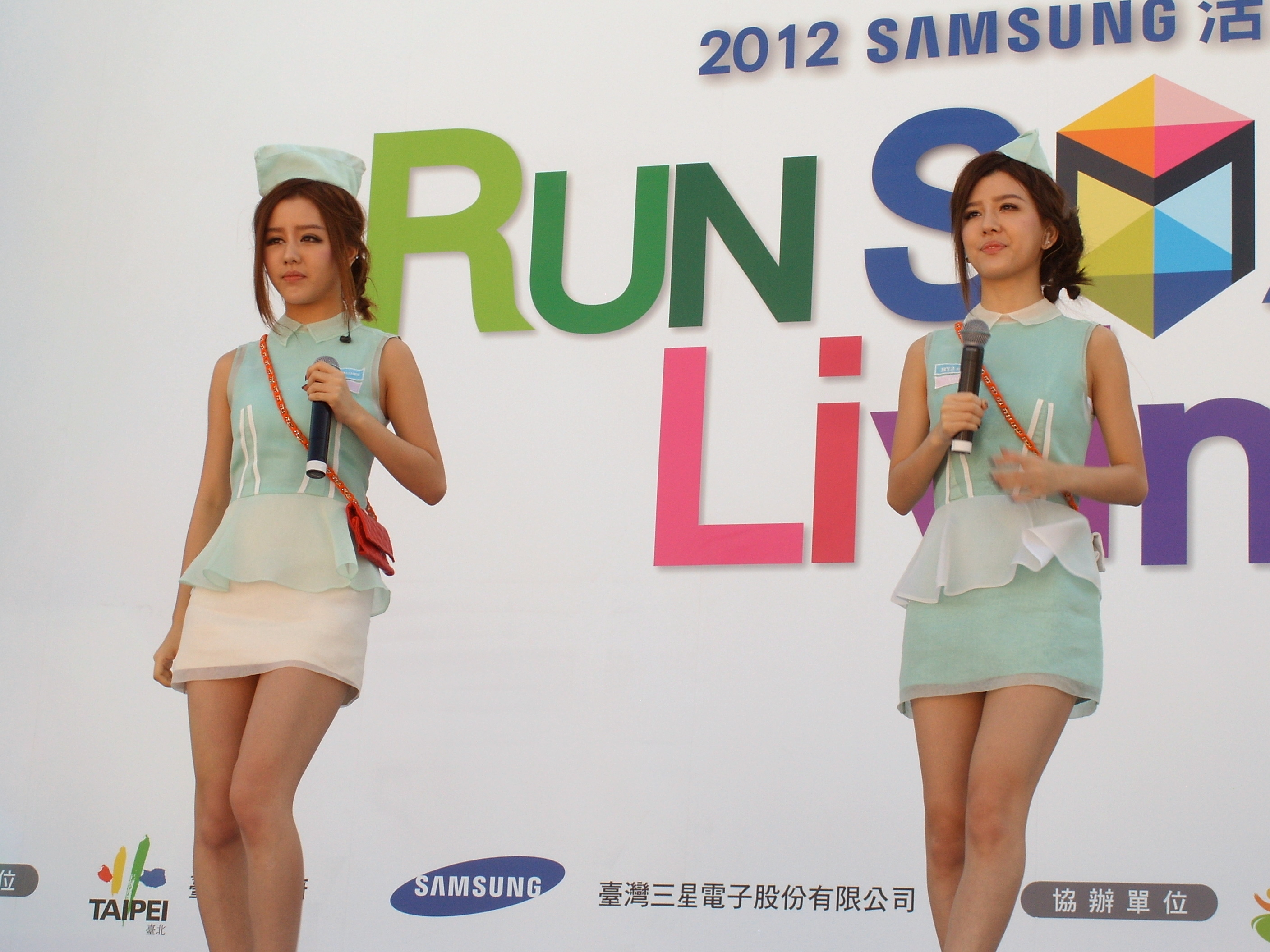

باي تو ثنائي من سنغافورة يتألف من التوأمان (باي وي فين 白緯芬 - ميكو الاخت الأكبر) و (باي وي لينغ 白緯玲 - يومي الاخت الأصغر) ولدو في (23 مارس 1992) وكان عقد هذه الفرقة مع شركة Ocean Butterflies International.

## المسيرة المهنية
منذ سن مبكرة الاختين التوأم قد تعلموا للكمان والبيانو والباليه والعديد من اساليب الرقص الأخرى وعندما أصبحوا في سن المراهقة زاد شغفهم لأداء مهارات أخرى وازدادت مهاراتهم في الرقص والغناء وقد انضمو لأداء الرقص الشعبي الصيني في مدرستهم الثانوية ( Yio Chu Kang Secondary School) 

عندما بلغو من العمر 13 عام كلاهما انضمو ل(Ocean Butterflies' Music Forest) دورة تدريبيه وتهدف الدورة إلى تعليم الغناء والرقص والجرأة على الصعود لخشبة المسرح وبعد تخرجهم من الدورة التدريبيه كسبو جائزة أفضل الأزياء، وقام (Billy Koh of Ocean Butterflies Music) بملاحظة مهارات الفتاتين وقام بأعطائهم صفقة تدوم ل 10 سنوات في ستيديو محيط الفراشات للغناء, ومن ثم اُرسلو الفتاتين لبلدان عده منها اليابان , الصين , تايوان وكان هذا بهدف زيادة مهاراتهم الغنائية واساليب الرقص المتعددة

على الرغم من ذلك لم يكملوا تعليمهم في سنغافوره، ولكن قامو بتعلم المزيد من خلال زيارتهم لبلدان مختلفه من آسيا، وبعد ذلك أصبحو مؤلفين وقاموا بتأليف ونشر أول كتاب لهم
«الحب دائما» في عام 2011 ., وقد بيعت أول نشر للكتاب على الفور في تايوان

،
وقام الثنائي بأختيار اسم فرقتهم (باي تو -by2) وكان سبب التسمية أول اسم من كنيتهم (bai -باي ) وأيضا لانهم توأمان، وعندما بلغت التوأمان الخامسة عشر من عمرهم توفي والدهم بسبب السرطان وكان يتمنى والد ميكو ويومي بأن لا يتخلى الفتاتان عن احلامهم تحت أي ظرف من الظروف وكان يشجعهم دائما على السعي لتحقيق احلامهم في ان يصبحو مطربتين مشهورتين
وقد كانت نوايا الشركة المسؤولة عنهم ان تقوم بتحسين الآتهم الموسيقية وتدريب الفتاتين أكثر وجعلهم يمارسون مختلف أنواع الرقص ومن ثم قامت التوأمين بالانتقال لتايوان في عام 2007 لتعزيز حياتهم المهنية

## الالبومات
| # | معلومات الالبوم |
| - | --- |
| 1 | NC 16 (16未成年) - Released: July 28, 2008 - Language: ماندراين الصينية - Label: Ocean Butterflies Music [الإنجليزية] - Genre: [Mandopop] [الإنجليزية]                  |
| 2 | Twins [الإنجليزية] - Released: April 10, 2009 - Language: ماندراين الصينية - Label: Ocean Butterflies Music - Genre: Mandopop [الإنجليزية]                              |
| 3 | Grown Up (成人禮) [الإنجليزية] - Released: April 9, 2010 - Language: ماندراين الصينية, لغة إنجليزية - Label: Ocean Butterflies Music - Genre: Mandopop                  |
| 4 | 90' Now (90’鬧Now) - Released: October 12, 2011 - Language: ماندراين الصينية, لغة إنجليزية - Label: Ocean Butterflies Music - Genre: Mandopop [الإنجليزية] - Track : 10 |
| 5 | 2020 Love You Love You (2020爱你爱你) - Released: August 3, 2012 - Language: Mandarin - Label: Ocean Butterflies Music - Genre: Mandopop                                |
| 6 | (Paradise (M.Y遊樂園)) - Released: September 18, 2013 - Language: Mandarin, English - Label: Ocean Butterflies Music - Genre: Mandopop - Track : 10                     |

## وصلات خارجية
- باي تو-by2 على موقع ميوزك برينز (الإنجليزية)
- باي تو-by2 على موقع أول ميوزيك (الإنجليزية)
- باي تو-by2 على موقع ديسكوغز (الإنجليزية)
- Omy Blog
- Pixnet Blog
- on facebook باي تو  على فيسبوك.
- by2 blog